# Titularbistum Zygana
Das Bistum Zygana (italienisch diocesi di Zigana, lateinisch Dioecesis Zyganensis)  ist ein Titularbistum der römisch-katholischen Kirche. 
Es geht zurück auf ein ehemaliges Bistum in Lasika im heutigen Georgien. Das Titularbistum wurde 1933 durch Pius XI. errichtet. Bisher hatte das Titularbistum keinen Amtsinhaber.